# Saab 95
La Saab 95 è una station wagon a sette posti e due porte prodotta dalla casa automobilistica svedese Saab dal 1959 al 1978.

## Contesto
La 95 era originariamente basata sulla Saab 93 ma quando la 93 fu sostituita nel 1960 dalla Saab 96, venne presa come base quest'ultima. Venne presentata nel 1959 ed in quest'anno solo 40 esemplari vennero assemblati, la produzione vera e propria iniziò l'anno successivo.
Meccanicamente è identica alla 96 e dal 1967 venne reso disponibile anche il 1.5 V4 con cambio manuale a quattro marce e con l'occasione venne cambiato il frontale per ospitare un nuovo radiatore.
Nel 1971 negli Stati Uniti venne montato il V4 da 1.7 litri per ridurre le emissioni e il rapporto di compressione venne abbassato a 8:1 mantenendo la potenza di 73 CV.
Nel 1976 il numero dei sedili venne ridotto da sette a cinque. La produzione terminò nel 1978 con un totale di 110.527 vetture prodotte. In alcuni stati come la Norvegia e Danimarca fu disponibile una versione furgonetta senza sedili posteriori e vetri laterali posteriori.